# 2024–2025-ös portugál női labdarúgó-bajnokság (első osztály)
A 2024–2025-ös portugál női labdarúgó-bajnokság első osztálya (hivatalos nevén: Campeonato Nacional de Futebol Feminino, más néven Liga BPI) 40. szezonját, tizenkét csapat részvételével rendezik meg. A tervezett augusztus 29-i rajtot egy nappal későbbre, augusztus 30-ára halasztották.
A portugál női bajnokság keretrendszerének tervezett módosításainak részeként, amelyek a 2026–27-es szezonnal zárulnak, a Campeonato Nacional csapatainak száma 12-ről 10-re csökken a 2025–26-os szezonban. Ennek eredményeként két további csapat, összesen három, közvetlenül a Campeonato Nacional II. divíziójába esik ki a 2024–25-ös szezonban. A kieséses rájátszást továbbra is lejátsszák, amelyen a 9. helyen végző csapat vesz részt és mérkőzik meg a másodosztály második helyezettjével.

## A bajnokság csapatai

### Csapatváltozások
| Feljutott az első osztályba | Kiesett a másodosztályba |
| --------------------------- | ------------------------ |
| Estoril Praia               | Atlético Ouriense        |

### Csapatok adatai
| Klub                | Település              | Stadion                                           | Férőhely | Vezetőedző        | 2023–24-es helyezés |
| ------------------- | ---------------------- | ------------------------------------------------- | -------- | ----------------- | ------------------- |
| Clube de Albergaria | Albergaria-a-Velha     | Estádio Antonio Augusto Martins Pereira           | 1 000    | David Gutiérrez   | 9.                  |
| Benfica             | Lisszabon              | Benfica Campus                                    | 2 721    | Filipa Patão      | 1.                  |
| Braga               | Braga                  | Estádio 1º de Maio                                | 28 000   | Miguel Santos     | 5.                  |
| Damaiense           | Damaia                 | Campo Damaiense                                   | 1 000    | Tomás Tengarrinha | 4.                  |
| Estoril Praia       | Estoril                | Campo Nº 2 Centro de Treino e Formação Desportiva | 1 000    | Liliana Dinis     | 3. II Divisão       |
| Famalicão           | Vila Nova de Famalicão | Campo Nº 2 Academia                               | 2 000    | Rita Castro       | 10.                 |
| Marítimo            | Funchal                | Complexo Desportivo do Marítimo                   | 1 824    | Albano Oliveira   | 7.                  |
| Racing Power        | Seixal                 | Campo da Boa Hora                                 | 3 000    | Manolo Cano       | 3.                  |
| Sporting CP         | Lisszabon              | Estádio Aurélio Pereira                           | 1 180    | Micael Sequeira   | 2.                  |
| Torreense           | Torres Vedras          | Parque Desportivo Maximino Santos                 | 2 000    | Gonçalo Nunes     | 8.                  |
| Valadares Gaia      | Valadares              | Complexo Desportivo Valadares                     | 750      | Zé Nando          | 6.                  |
| Vilaverdense        | Vila Verde             | Estadio Municipal De Vila Verde                   | 1 500    | Rogério Brito     | 11.                 |

### Vezetőedző váltások
| Csapat              | Távozó edző           | Ok               | Dátum                       | Poz. | Érkező edző             | Dátum                       |
| ------------------- | --------------------- | ---------------- | --------------------------- | ---- | ----------------------- | --------------------------- |
| Clube de Albergaria | Nuno Amieiro          | elbocsátás       | 2024. november 17.[forrás?] | 11.  | Joana Silva (megbízott) | 2024. november 17.[forrás?] |
| Clube de Albergaria | Joana Silva           | megbízás vége    | 2025. január 20.[forrás?]   | 11.  | David Gutiérrez         | 2025. január 20.[forrás?]   |
| Sporting CP         | Mariana Cabral        | közös megegyezés | 2024. október 4.            | 3.   | Micael Sequeira         | 2024. október 7.            |
| Damaiense           | Thorlákur Már Árnason | közös megegyezés | 2024. október 15.           | 8.   | Tomás Tengarrinha       | 2024. október 16.           |
| Vilaverdense        | Roger Pinheiro        | közös megegyezés | 2024. november 23.          | 12.  | Rogério Brito           | 2024. december 5.           |
| Racing Power        | João Marques          | közös megegyezés | 2024. december 28.          | 7.   | Manolo Cano             | 2024. december 28.          |
| Estoril Praia       | Nuno Ventura          | közös megegyezés | 2025. január 28.            | 9.   | Liliana Dinis           | 2025. január 30.            |

## Tabella
| Hely. | Csapat                | M  | Gy | D | V  | G+ | G–  | Gk   | P  | Megjegyzés                   |
| ----- | --------------------- | -- | -- | - | -- | -- | --- | ---- | -- | ---------------------------- |
| 1.    | Benfica CV KGY B      | 22 | 20 | 2 | 0  | 65 | 10  | +55  | 62 | Bajnokok Ligája (csoportkör) |
| 2.    | Sporting CP           | 22 | 17 | 3 | 2  | 66 | 9   | +57  | 54 | Bajnokok Ligája (3. forduló) |
| 3.    | Braga                 | 22 | 13 | 3 | 6  | 51 | 17  | +34  | 42 | Bajnokok Ligája (2. forduló) |
| 4.    | Torreense KGY         | 22 | 13 | 2 | 7  | 46 | 22  | +24  | 41 |                              |
| 5.    | Valadares Gaia        | 22 | 12 | 2 | 8  | 44 | 24  | +20  | 38 |                              |
| 6.    | Racing Power          | 22 | 9  | 7 | 6  | 35 | 23  | +12  | 34 |                              |
| 7.    | Marítimo              | 22 | 9  | 3 | 10 | 28 | 26  | +2   | 30 |                              |
| 8.    | Damaiense             | 22 | 8  | 2 | 12 | 22 | 29  | −7   | 26 |                              |
| 9.    | Famalicão O           | 22 | 7  | 2 | 13 | 32 | 54  | −22  | 23 | Osztályozó                   |
| 10.   | Estoril Praia Ú K     | 22 | 5  | 4 | 13 | 28 | 49  | −21  | 19 | II Divisão                   |
| 11.   | Clube de Albergaria K | 22 | 3  | 2 | 17 | 13 | 60  | −47  | 11 | II Divisão                   |
| 12.   | Vilaverdense K        | 22 | 0  | 0 | 22 | 4  | 111 | −107 | 0  | II Divisão                   |

### Helyezések fordulónként
| Csapat ╲ Forduló | 1                   | 2  | 3  | 4  | 5  | 6  | 7  | 8  | 9  | 10 | 11 | 12 | 13 | 14 | 15 | 16 | 17 | 18 | 19 | 20 | 21 | 22 |    |
| ---------------- | ------------------- | -- | -- | -- | -- | -- | -- | -- | -- | -- | -- | -- | -- | -- | -- | -- | -- | -- | -- | -- | -- | -- | -- |
| Csapat ╲ Forduló | Clube de Albergaria | 8  | 9  | 9  | 10 | 11 | 11 | 11 | 11 | 11 | 11 | 11 | 11 | 11 | 11 | 10 | 10 | 11 | 11 | 11 | 11 | 11 | 11 |
| Benfica          | 4                   | 3  | 3  | 2  | 2  | 1  | 1  | 1  | 1  | 1  | 1  | 1  | 1  | 1  | 1  | 1  | 1  | 1  | 1  | 1  | 1  | 1  |    |
| Braga            | 1                   | 1  | 1  | 1  | 1  | 2  | 2  | 2  | 2  | 2  | 3  | 3  | 3  | 3  | 3  | 3  | 3  | 3  | 3  | 3  | 3  | 3  |    |
| Damaiense        | 10                  | 6  | 8  | 8  | 8  | 8  | 9  | 9  | 9  | 8  | 8  | 8  | 8  | 8  | 8  | 8  | 8  | 8  | 8  | 8  | 8  | 8  |    |
| Estoril Praia    | 11                  | 10 | 10 | 9  | 9  | 9  | 8  | 7  | 7  | 9  | 9  | 9  | 9  | 9  | 9  | 9  | 9  | 9  | 9  | 9  | 10 | 10 |    |
| Famalicão        | 12                  | 11 | 11 | 11 | 10 | 10 | 10 | 10 | 10 | 10 | 10 | 10 | 10 | 10 | 11 | 11 | 10 | 10 | 10 | 10 | 9  | 9  |    |
| Marítimo         | 5                   | 8  | 6  | 3  | 4  | 6  | 5  | 5  | 5  | 5  | 6  | 7  | 6  | 7  | 7  | 7  | 7  | 7  | 7  | 7  | 7  | 7  |    |
| Racing Power     | 6                   | 7  | 5  | 6  | 6  | 7  | 7  | 8  | 8  | 7  | 7  | 6  | 5  | 5  | 4  | 4  | 5  | 5  | 6  | 6  | 6  | 6  |    |
| Sporting CP      | 2                   | 2  | 2  | 4  | 3  | 3  | 3  | 3  | 3  | 3  | 2  | 2  | 2  | 2  | 2  | 2  | 2  | 2  | 2  | 2  | 2  | 2  |    |
| Torreense        | 9                   | 5  | 4  | 5  | 7  | 5  | 4  | 4  | 4  | 4  | 4  | 4  | 4  | 4  | 6  | 6  | 6  | 6  | 5  | 5  | 4  | 4  |    |
| Valadares Gaia   | 3                   | 3  | 7  | 7  | 5  | 4  | 6  | 6  | 6  | 6  | 5  | 5  | 7  | 6  | 5  | 5  | 4  | 4  | 4  | 4  | 5  | 5  |    |
| Vilaverdense     | 7                   | 12 | 12 | 12 | 12 | 12 | 12 | 12 | 12 | 12 | 12 | 12 | 12 | 12 | 12 | 12 | 12 | 12 | 12 | 12 | 12 | 12 |    |

## Osztályozó
| 2025. május 25. 11:00 (GMT) |

| Famalicão | 0–1               | Rio Ave            |
| --------- | ----------------- | ------------------ |
|           | (0–1) Jegyzőkönyv | 18' Mariana Simães |

| Campo Nº 2 Academia Játékvezető: Tania Patrão |

| 2025. június 7. 11:00 (GMT) |

| Rio Ave | 0–0               | Famalicão |
| ------- | ----------------- | --------- |
|         | (0–0) Jegyzőkönyv |           |

| Complexo Desportivo do Rio Ave FC Játékvezető: Inês Andrada |

1–0-ás összesítéssel története során első alkalommal jutott fel az első osztályba a Rio Ave csapata.

## Statisztikák
| Gól | Név                    | Csapat              |
| --- | ---------------------- | ------------------- |
| 19  | Cristina Martín-Prieto | Benfica             |
| 15  | Taty Sena              | Braga               |
| 13  | Jennie Lakip           | Valadares Gaia      |
| 12  | Janaina Weimer         | Torreense           |
| 10  | Vanessa Marques        | Racing Power        |
| 9   | Maria Luisa Schmidt    | Braga               |
| 8   | Sara Brasil            | Estoril Praia       |
| 8   | Ana Capeta             | Sporting CP         |
| 7   | Telma Encarnação       | Sporting CP         |
| 7   | Sofia Lewis            | Marítimo            |
| 7   | Maiara Niehues         | Sporting CP         |
| 7   | Brittany Raphino       | Sporting CP         |
| 6   | Kleydiana Borges       | Famalicão           |
| 6   | Érica Costa            | Marítimo            |
| 6   | Paloma Lemos           | Torreense           |
| 6   | Carolina Santiago      | Valadares Gaia      |
| 6   | Ava Seelenfreund       | Torreense           |
| 6   | Zoï van de Ven         | Braga               |
| 5   | Neuza Besugo           | Valadares Gaia      |
| 5   | Sarah Brasero          | Estoril Praia       |
| 5   | Beatriz Cameirão       | Damaiense           |
| 5   | Maísa Correia          | Sporting CP         |
| 5   | Carole Costa           | Benfica             |
| 5   | Meredith Haakenson     | Estoril Praia       |
| 5   | Gerda Konst            | Racing Power        |
| 5   | Lara Martins           | Benfica             |
| 5   | Diana Meriva           | Famalicão           |
| 5   | Diana Silva            | Sporting CP         |
| 5   | Sissi                  | Braga               |
| 4   | Marie-Yasmine Alidou   | Benfica             |
| 4   | Jody Brown             | Benfica             |
| 4   | Karol Cardozo          | Famalicão           |
| 4   | Rita Dias              | Famalicão           |
| 4   | Melany Fortes          | Braga               |
| 4   | Inês Gonçalves         | Racing Power        |
| 4   | Lidiane                | Damaiense           |
| 4   | Joana Martins          | Sporting CP         |
| 4   | Tânia Mateus           | Damaiense           |
| 4   | Carolina Mendes        | Racing Power        |
| 4   | Nycole Raysla          | Benfica             |
| 3   | Zipporah Agama         | Famalicão           |
| 3   | Sara Bermell           | Marítimo            |
| 3   | Paula Fernandes        | Marítimo            |
| 3   | Beatriz Fonseca        | Sporting CP         |
| 3   | Anna Gasper            | Benfica             |
| 3   | Tianna Harris          | Damaiense           |
| 3   | Emma Hawkins           | Damaiense           |
| 3   | Maile Hayes            | Torreense           |
| 3   | Laura Luís             | Clube de Albergaria |
| 3   | Erica Meg              | Valadares Gaia      |
| 3   | Karol Mineira          | Vilaverdense        |
| 3   | Cláudia Neto           | Sporting CP         |
| 3   | Andreia Norton         | Benfica             |
| 3   | Miri O’Donnell         | Sporting CP         |
| 3   | Bruna Ramos            | Torreense           |
| 3   | Maria Rodrigues        | Clube de Albergaria |
| 3   | Paulina Solís          | Famalicão           |

| GP. | Név                    | Csapat              |
| --- | ---------------------- | ------------------- |
| 9   | Marit Lund             | Benfica             |
| 8   | Beatriz Fonseca        | Sporting CP         |
| 7   | Kleydiana Borges       | Famalicão           |
| 7   | Karol Cardozo          | Famalicão           |
| 7   | Anna Gasper            | Benfica             |
| 6   | Chandra Davidson       | Benfica             |
| 6   | Laura Luís             | Clube de Albergaria |
| 6   | Nycole Raysla          | Benfica             |
| 6   | Daniuska Rodríguez     | Torreense           |
| 6   | Sissi                  | Braga               |
| 5   | Rita Dias              | Famalicão           |
| 5   | Inês Gonçalves         | Racing Power        |
| 5   | Paloma Lemos           | Torreense           |
| 5   | Cláudia Neto           | Sporting CP         |
| 5   | Ava Seelenfreund       | Torreense           |
| 4   | Ana Capeta             | Sporting CP         |
| 4   | Carole Costa           | Benfica             |
| 4   | Marta Ferreira         | Racing Power        |
| 4   | Meredith Haakenson     | Estoril Praia       |
| 4   | Tânia Mateus           | Damaiense           |
| 4   | Tânia Rodrigues        | Racing Power        |
| 4   | Maria Luisa Schmidt    | Braga               |
| 4   | Diana Silva            | Sporting CP         |
| 3   | Catarina Amado         | Benfica             |
| 3   | Patrícia Barreiros     | Estoril Praia       |
| 3   | Neuza Besugo           | Valadares Gaia      |
| 3   | Sarah Brasero          | Estoril Praia       |
| 3   | Vânia Duarte           | Braga               |
| 3   | Telma Encarnação       | Sporting CP         |
| 3   | Jenna Holtz            | Marítimo            |
| 3   | Cristina Martín-Prieto | Benfica             |
| 3   | Salomé Prat            | Torreense           |
| 3   | Jana Radosavljević     | Marítimo            |
| 3   | Daniela Silva          | Braga               |
| 3   | Fatoumata Sisse        | Marítimo            |
| 3   | Zoï van de Ven         | Braga               |
| 3   | Érica Ventura          | Valadares Gaia      |
| 3   | Cristiana Vieira       | Valadares Gaia      |

| Mérk. | Név              | Csapat              |
| ----- | ---------------- | ------------------- |
| 14    | Hannah Seabert   | Sporting CP         |
| 10    | Erin Seppi       | Valadares Gaia      |
| 9     | Michaely Bihina  | Racing Power        |
| 9     | Patrícia Morais  | Braga               |
| 9     | Nicole Panis     | Marítimo            |
| 8     | Lena Pauels      | Benfica             |
| 6     | Janny Belém      | Torreense           |
| 5     | Carolina Jóia    | Damaiense           |
| 4     | Daniela Araújo   | Famalicão           |
| 4     | Adriana Rocha    | Estoril Praia       |
| 3     | Rute Costa       | Benfica             |
| 2     | Claire Henninger | Torreense           |
| 2     | Aline Lima       | Braga               |
| 2     | Amber Lockwood   | Clube de Albergaria |
| 2     | Isabel Peixeiro  | Estoril Praia       |
| 1     | Emily Dolan      | Damaiense           |
| 1     | Mariana Lima     | Famalicão           |
| 1     | Guro Pettersen   | Damaiense           |